# 1-й Прибалтийский фронт
1-й Прибалти́йский фронт (20 октября 1943 — 24 февраля 1945) — фронт РККА ВС СССР, во время Великой Отечественной войны, действующий на прибалтийском направлении.

## История
Образован на северо-западном и западном направлениях 20 октября 1943 года на основании приказа Ставки ВГК от 16 октября 1943 года путём переименования Калининского фронта.
С 1 по 21 ноября 1943 года войска фронта вели наступление на витебско-полоцком направлении.
При поддержке 2-го Прибалтийского фронта удалось вклиниться в оборону немцев на глубину 45-55 км и глубоко охватить городокскую и витебскую группировки немецких войск.
В результате проведённой Городокской операции 1943 года была разгромлена группировка немцев и уничтожен выступ в обороне противника. В результате была занята выгодная позиция около Витебска.
В феврале-марте 1944 года, совместно с Западным фронтом войска 1-го Прибалтийского фронта провели Витебскую операцию. В результате операции удалось улучшить положение, прорвать оборону противника, глубоко охватить витебскую группировку противника.
С 23 июня во взаимодействии с войсками 3-го Белорусского фронта в ходе Витебско-Оршанской операции было разгромлено левое крыло немецкой группы армий «Центр». Советские войска вышли на подступы к Полоцку.
Развивая успех, без оперативной паузы была проведена Полоцкая операция. В результате была разгромлена полоцкая группировка немцев и продвинулись левым крылом на 120—160 км. Были созданы выгодные условия для развития наступления на Даугавпилс и Шяуляй.

В июле войска фронта провели Шяуляйскую операцию. В результате была разгромлена паневежиско-шяуляйская группировка противника. Затем развернули наступление на Ригу с целью перерезать сухопутные коммуникации немецкой группы армий «Север» с Восточной Пруссией, вышли к Рижскому заливу, но в августе отошли на 30 км к югу.
В сентябре фронт принял участие в Рижской операции. В начале октября советские войска нанесли внезапный удар на Мемель (Клайпеда). После завершения Мемельской операции, вместе с войсками 2-го Прибалтийского фронта блокировал с суши курляндскую группировку противника. Далее вёл бои по её уничтожению.
В январе-феврале 1945 года фронт частью сил участвовал в Восточно-Прусской стратегической операции. Содействовал 3-му Белорусскому фронту в разгроме тильзитской группировки противника. Одновременно в конце января в ходе наступательной операции по разгрому группировки противника в районе Клайпеды был ликвидирован мемельский плацдарм, и 28 января штурмом взят город Мемель (Клайпеда).
В начале февраля 1945 года войска фронта, вместе с 3-м Белорусским фронтом участвовали в операции по ликвидации прижатую к морю восточнопрусскую группировку противника на Земландском полуострове и в районе Кёнигсберга (Калининград). Армии фронта, действовавшие в Курляндии, были переданы во 2-й Прибалтийский фронт. С 17 февраля все усилия фронта сосредоточились на ликвидации вражеской земландской группировки.
24 февраля 1945 года фронт был упразднён, а его войска, преобразованные в Земландскую группу войск, включены в состав 3-го Белорусского фронта.

## Состав
Первоначальный:
- 4-я ударная армия
- 6-я гвардейская армия
- 39-я армия
- 43-я армия
- 3-я воздушная армия

В разное время входили:
- 2-я гвардейская армия
- 5-я армия
- 11-я армия
- 51-я армия
- 61-я армия
- 5-я гвардейская танковая армия

## Командование

### Командующие
- Генерал армии А. И. Ерёменко (20 октября — 19 ноября 1943),
- Генерал армии Иван Баграмян (20 ноября 1943 — 24 февраль 1945).

### Члены Военного совета
- Генерал-лейтенант Дмитрий Леонов (20 октября 1943 — 28 ноября 1944),
- Генерал-лейтенант Михаил Рудаков (28 ноября 1944 — 24 февраля 1945).

### Начальник штаба
- Генерал-лейтенант, с 28 июня 1944 генерал-полковник Владимир Курасов (20 октября 1943 — 24 февраля 1945).

### Начальник химической службы
- полковник (в мае 1945 года — генерал-майор технических войск) Доронин, Михаил Фёдорович (ноябрь 1943 — до конца войны в Германией)[2][3]

## Газета
На фронте выходила газета «Вперед на врага» под редакцией полковника Кассина Николая Семёновича (1907—1960) и полковник Рамзина Михаила Максимовича (1901—1983).